# Perryville (Kentucky)
Perryville è un comune degli Stati Uniti d'America, situato nello Stato del Kentucky, diviso tra la contea di Boyle.